# Рогозов, Дмитрий Иванович
Дмитрий Иванович Рогозов — советский хозяйственный, государственный и политический деятель.

## Биография
Родился в 1913 году в селе Черленково. Член КПСС.
Окончил Ленинские курсы при ЦК ВКП(б).
В 1941—1943 — инспектор политчасти управления уполномоченного НКПС по Ленинградскому фронту, помощник начальника политуправления НКПС по комсомольской работе.
В 1943—1948 — первый секретарь Курского обкома ВЛКСМ.
В 1949—1950 — секретарь Льговского райкома ВКП(б).
В 1952—1959 — заведующий сектором отдела агитации и пропаганды Курского обкома КПСС, секретарь Щигровского райкома КПСС, заведующий отделом Курского горкома КПСС, секретарь Курского обкома КПСС.
В 1959—1963 — первый секретарь Курского горкома КПСС.
В 1963—1973 — председатель Курского облсовпрофа.
Делегат XXII и XXIII съездов КПСС.
Умер в 1983 году в Курске.

## Награды
- Орден Трудового Красного Знамени
- Орден Красной Звезды
- Орден Знак Почёта